# Cryptocarya floydii
Cryptocarya floydii är en lagerväxtart som beskrevs av André Joseph Guillaume Henri Kostermans. Cryptocarya floydii ingår i släktet Cryptocarya och familjen lagerväxter. Inga underarter finns listade i Catalogue of Life.